# 仁木義長
仁木 義長（にき よしなが、正安2年（1300年）? - 天授2年/永和2年9月10日（1376年10月23日））は、室町時代前期（南北朝時代）の武将。通称は仁木次郎四郎。越後守、右馬権頭、修理亮、右馬助、右京大夫。父は仁木義勝。子は仁木義員、仁木満長。兄に仁木頼章がいる。

## 略歴
三河国額田郡仁木郷（現在の愛知県岡崎市仁木町）出身。仁木氏は清和源氏足利氏の一族で、同族細川氏や高・上杉氏らとともに足利氏家臣団の主要メンバーでもあった。義長も兄頼章とともに足利尊氏の股肱の臣として活躍する。元弘3年（1333年）、後醍醐天皇の建武の新政が始まると、尊氏の弟足利直義の鎌倉下向に従って武蔵国富岡郷を拝領し、関東の統治に尽力したが、建武2年（1335年）、北条高時の遺児時行が兵を挙げて鎌倉に進撃すると、直義とともに鎌倉より遁走する。
後醍醐天皇に反旗を翻した尊氏が敗れて九州に下向するのに供奉し、筑前多々良浜の戦いで奮戦して武勲を挙げる。建武3年（1336年）4月、尊氏が東上する際には、一色範氏・小俣氏義・小俣氏連とともに九州に残留して菊池氏・その支族西郷氏らと干戈を交え、南朝勢力の抑圧に恪勤した。
尊氏が室町幕府を開いて初代将軍となると、義長は京都に上り、備後・遠江・伊勢・伊賀・志摩等の守護や侍所頭人などを歴任した。
尊氏の執事（後の管領）高師直と尊氏の弟直義の確執が尊氏派・直義派の抗争に発展すると（観応の擾乱）、義長は兄頼章とともに一貫して尊氏派に属して直義派との戦いに活躍した。高師直が殺され、頼章が後任の執事になると、義長も兄の栄達の恩恵に浴して守護国を増加され、伊勢・伊賀・志摩・三河・遠江の守護職を兼帯する。仁木氏は兄弟で一時9ヶ国を帯有し、幕閣の最有力者となった。それだけに義長は権勢を振るって驕慢・奢侈が多く、細川清氏が保有する三条西洞院の敷地に造作を企てたり、土岐頼康と口論を起こすなど、諸将との軋轢を起こすことも多く、対立が次第に顕在化する。
延文3年（南朝正平13年、1358年）、将軍尊氏が世を去り、翌年に兄頼章が没すると、後ろ盾を失った義長の立場が危うくなり、これを好機と踏んだ清氏、頼康、畠山国清らが結託して義長排斥に動きだす。延文5年、清氏らは河内に蠢動する南朝の残党を征伐するという名目のもと義長討伐の狼煙を上げた。清氏らの思惑を察知した義長は反対派に対抗するため、大義名分を得るべく将軍義詮の拘束を試みたが、将軍の身柄確保に失敗し、本国の伊勢に逃れ、翌延文6年（正平16年、1361年）2月に南朝に降った。その後の義長の行動には目立ったものはなく、細川清氏、畠山国清が没落すると許されて幕府に帰参し、伊勢守護に補任されたが程なくして罷免された。以後、仁木氏の勢力は振るわなくなった。
永和2年（天授2年、1376年）没。墓地は神山城近くの寺院・一乗寺にある。